# تام کیلی
تام کیلی (انگلیسی: Tom Kiely; ۲۵ اوت ۱۸۶۹ – ۶ نوامبر ۱۹۵۱) ورزشکار دو و میدانی اهل بریتانیا بود.